# Prayagraj (stad)
Prayagraj (Hindi: प्रयागराज, Prayāgrāj), tot 2020 Allahabad (Hindi: इलाहाबाद, Ilāhābād) is een stad in India in het zuiden van de deelstaat Uttar Pradesh. Het is de hoofdstad van het gelijknamige district en de gelijknamige divisie. Prayagraj telt 990.298 inwoners (2001). De stad ligt op het punt waar de rivieren de Ganges en de Yamuna samenvloeien, ten westen van Benares (Varanasi) en ten oosten van Lucknow en Kanpur.

## Geschiedenis
De moderne vestiging werd in 1583 gesticht door de Mogol-keizer Akbar, die de stad de naam "Al-Ilhahabad" gaf. Tot lang na de onafhankelijkheid van India bleef de naam Allahabad. De officiële naam van de stad werd in 2019 veranderd naar "Prayagraj" als onderdeel van het controversiële programma van de BJP om steden met "buitenlandse" namen te hernoemen naar vaak weinig bekende historische steden. De Sanskritische naam "Prayāga" werd in de Oudheid gebruikt voor een stad die ongeveer op dezelfde plek lag.
Prayagraj was de geboorteplaats van Jawaharlal Nehru en het Nehru-familielandgoed in de stad is nu een museum. De stad heeft meer ministers-presidenten geleverd dan elke andere stad in India.

## Bedevaartsplaats
Om de 12 jaar komen bedevaartgangers hiernaartoe (Kumbh Mela) om een bad te nemen in de Ganges. Zeker als de winter voorbij is, verwacht men grote drukte.

## Geboren
- Jawaharlal Nehru (1889-1964), premier van India (1947-1964)
- Indira Gandhi (1917-1984), premier van India (1966-1977, 1980-1984)
- Amitabh Bachchan (1942), acteur

## Galerij

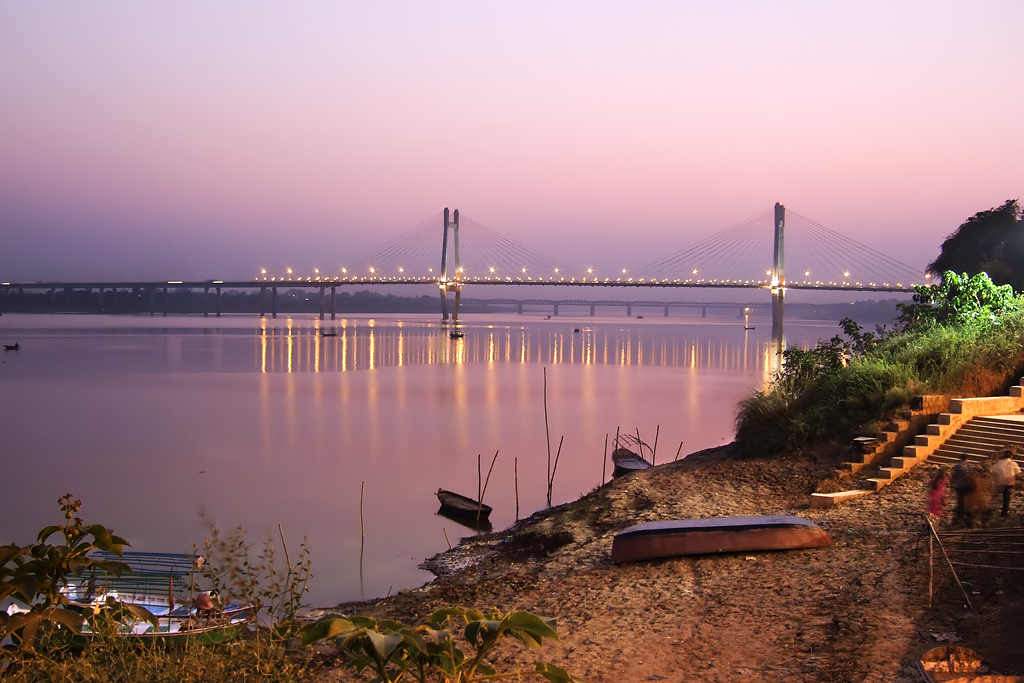
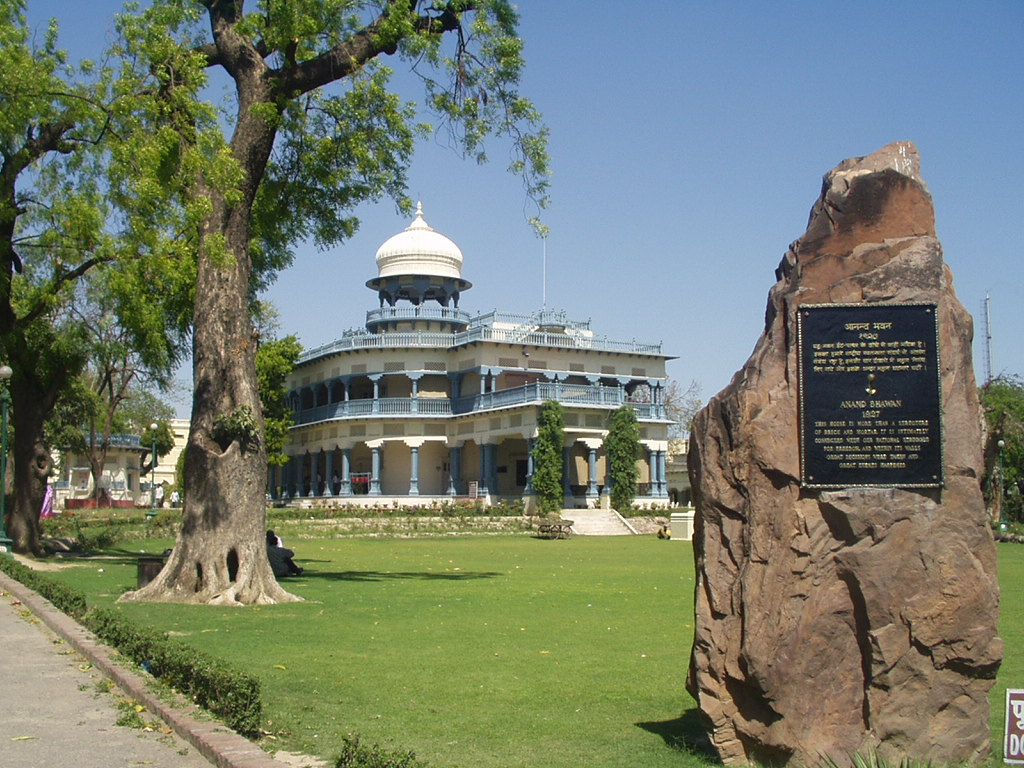
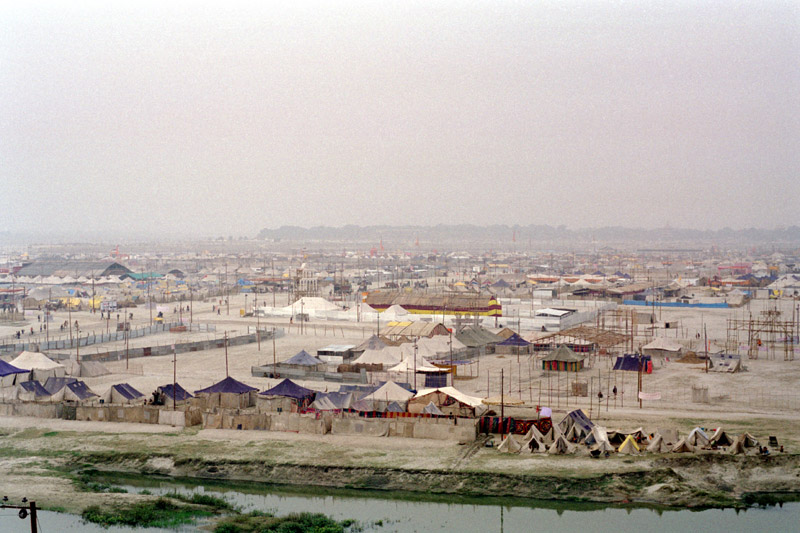
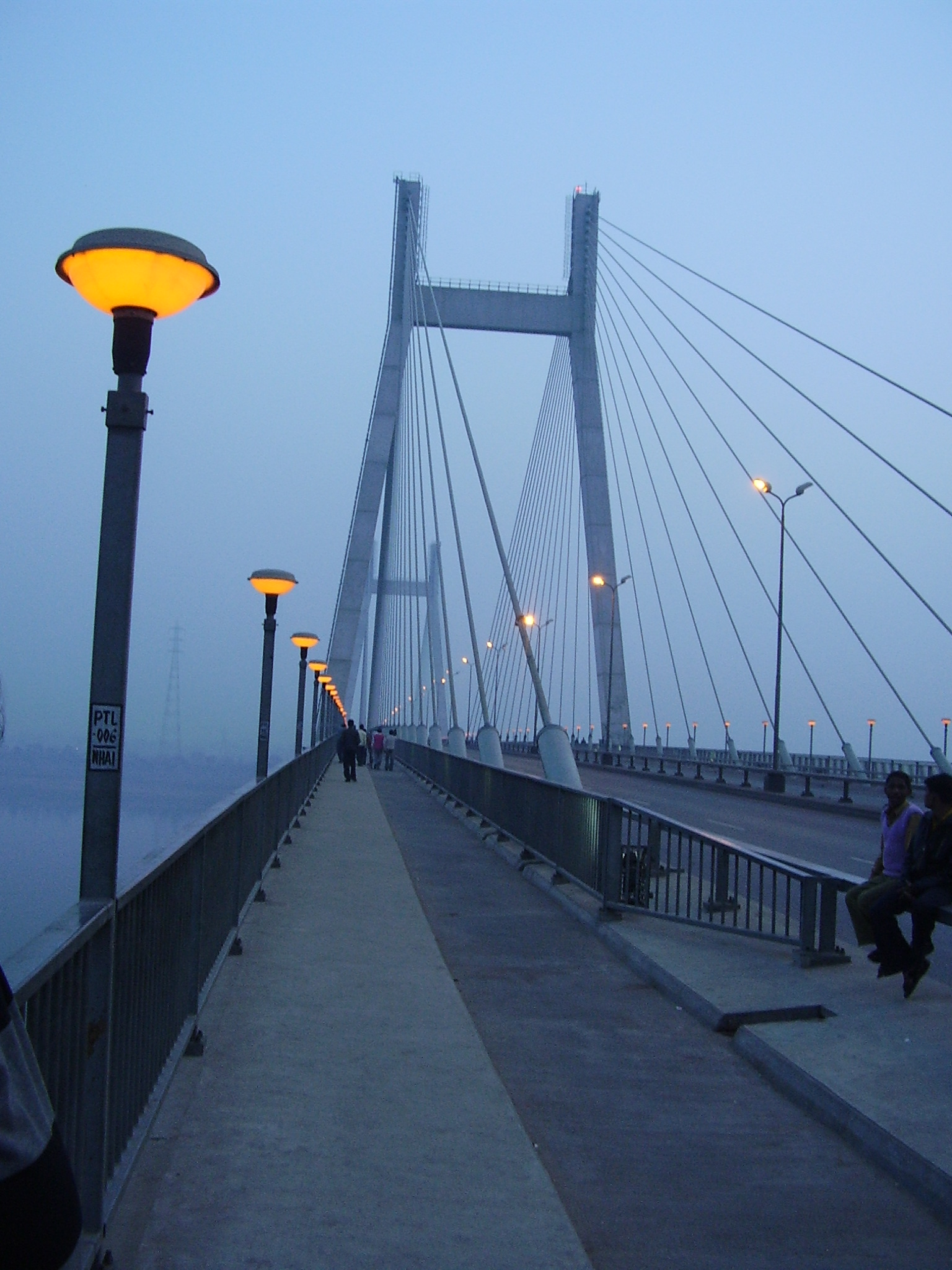
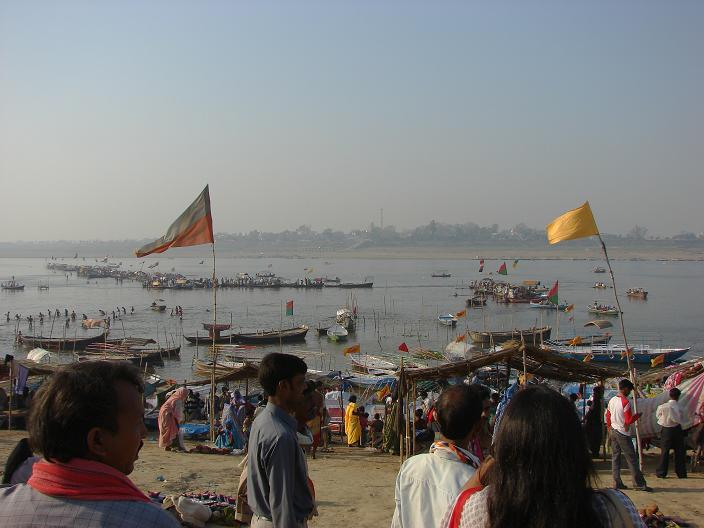
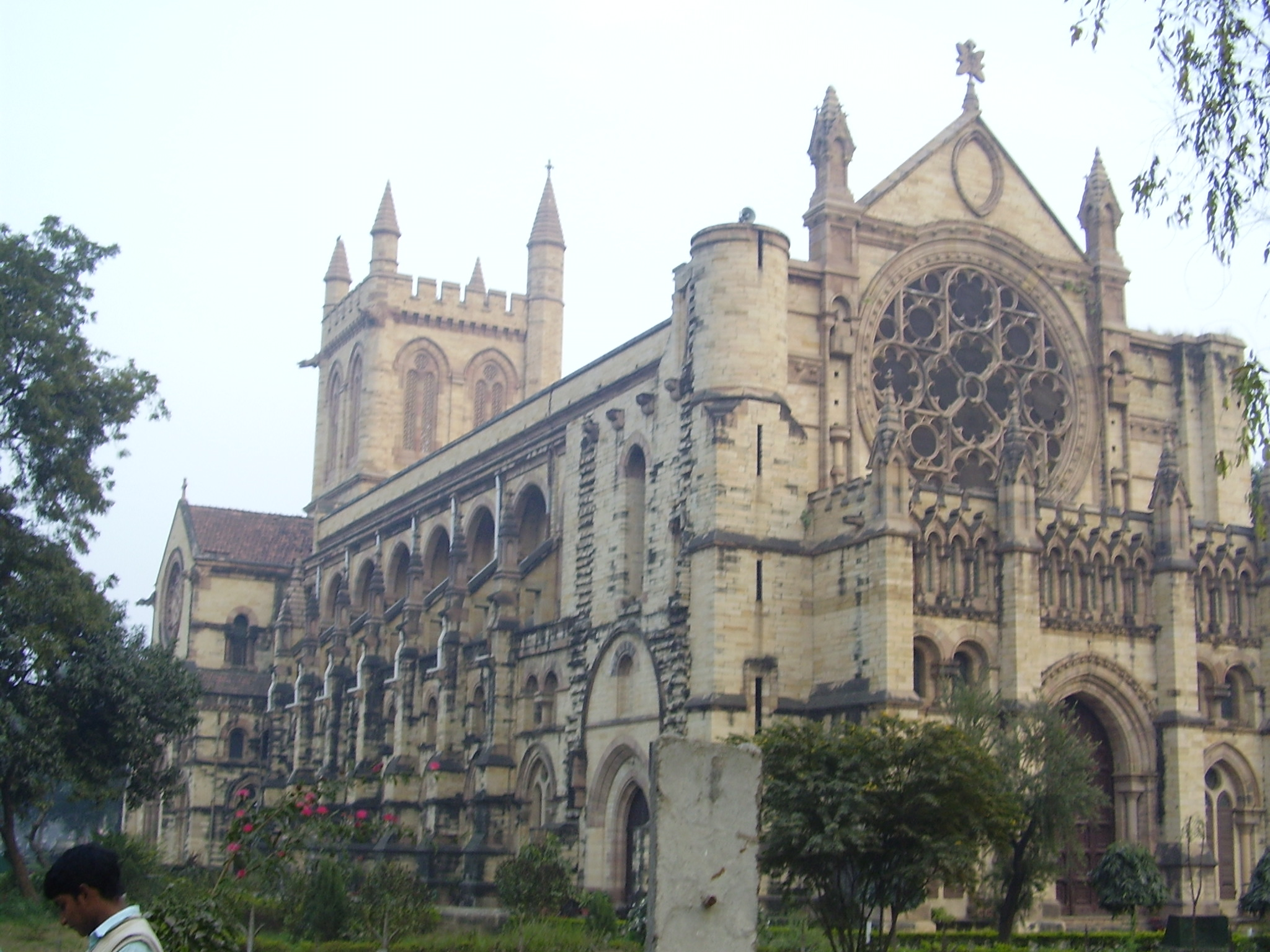
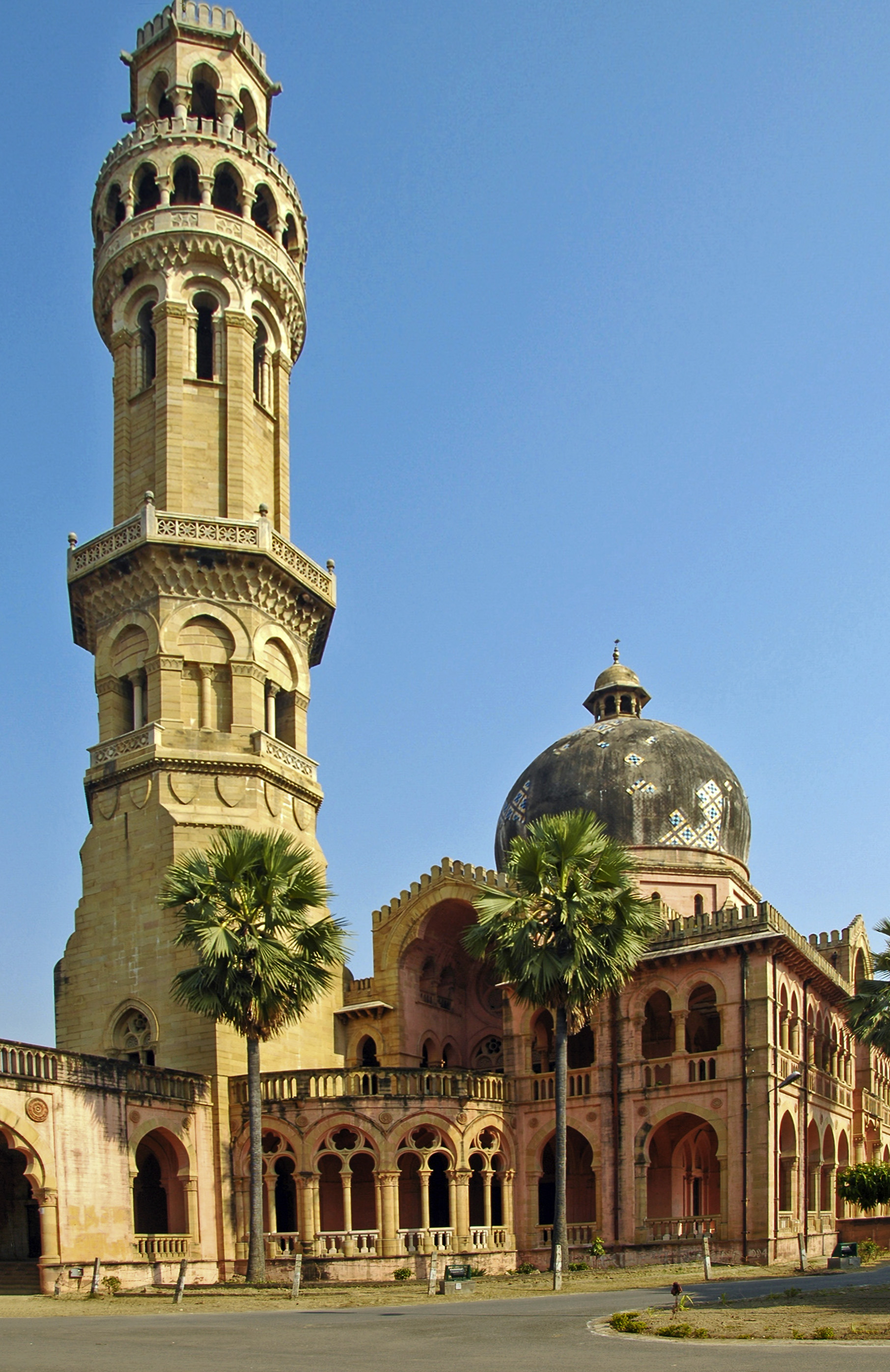
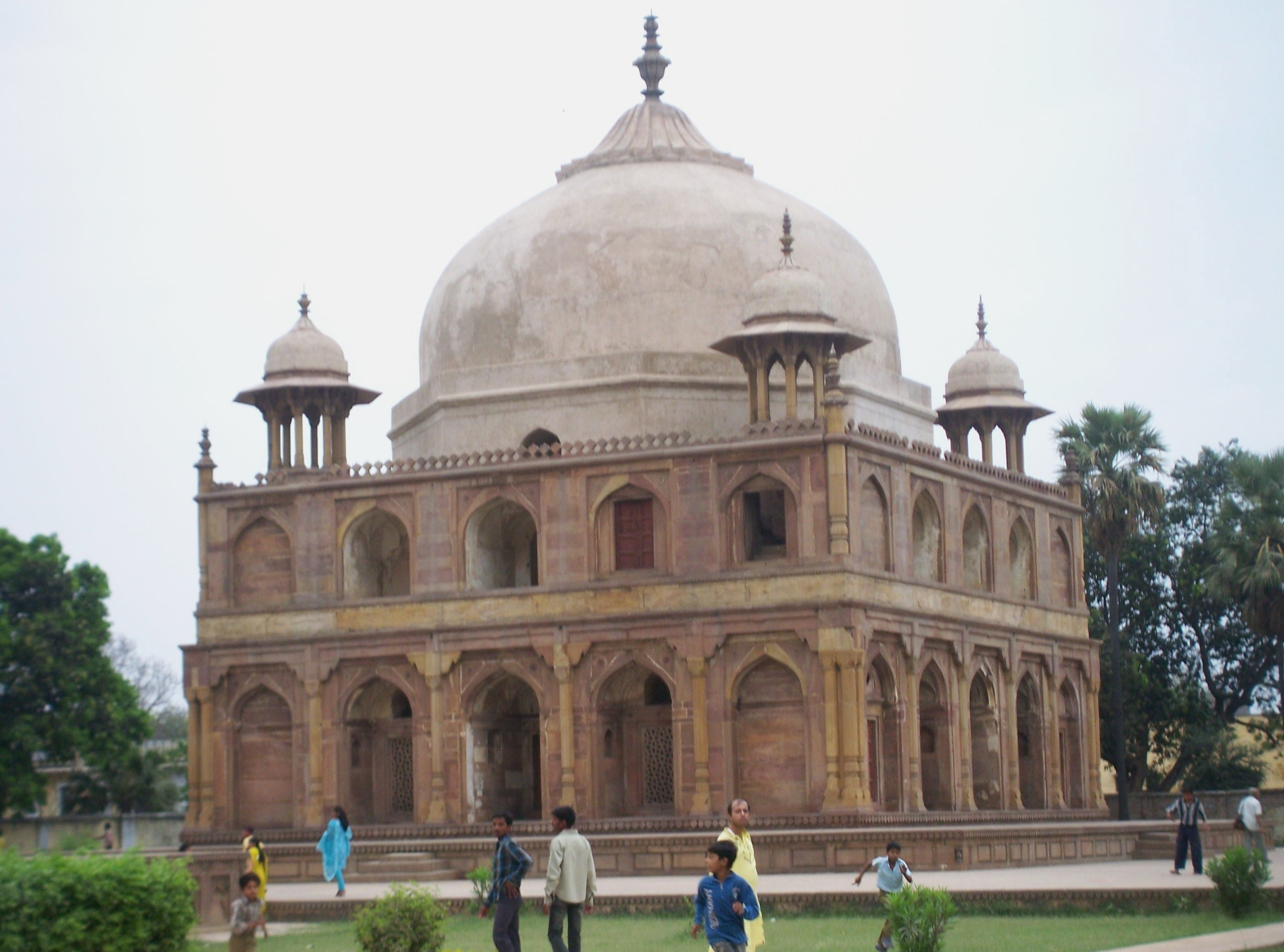
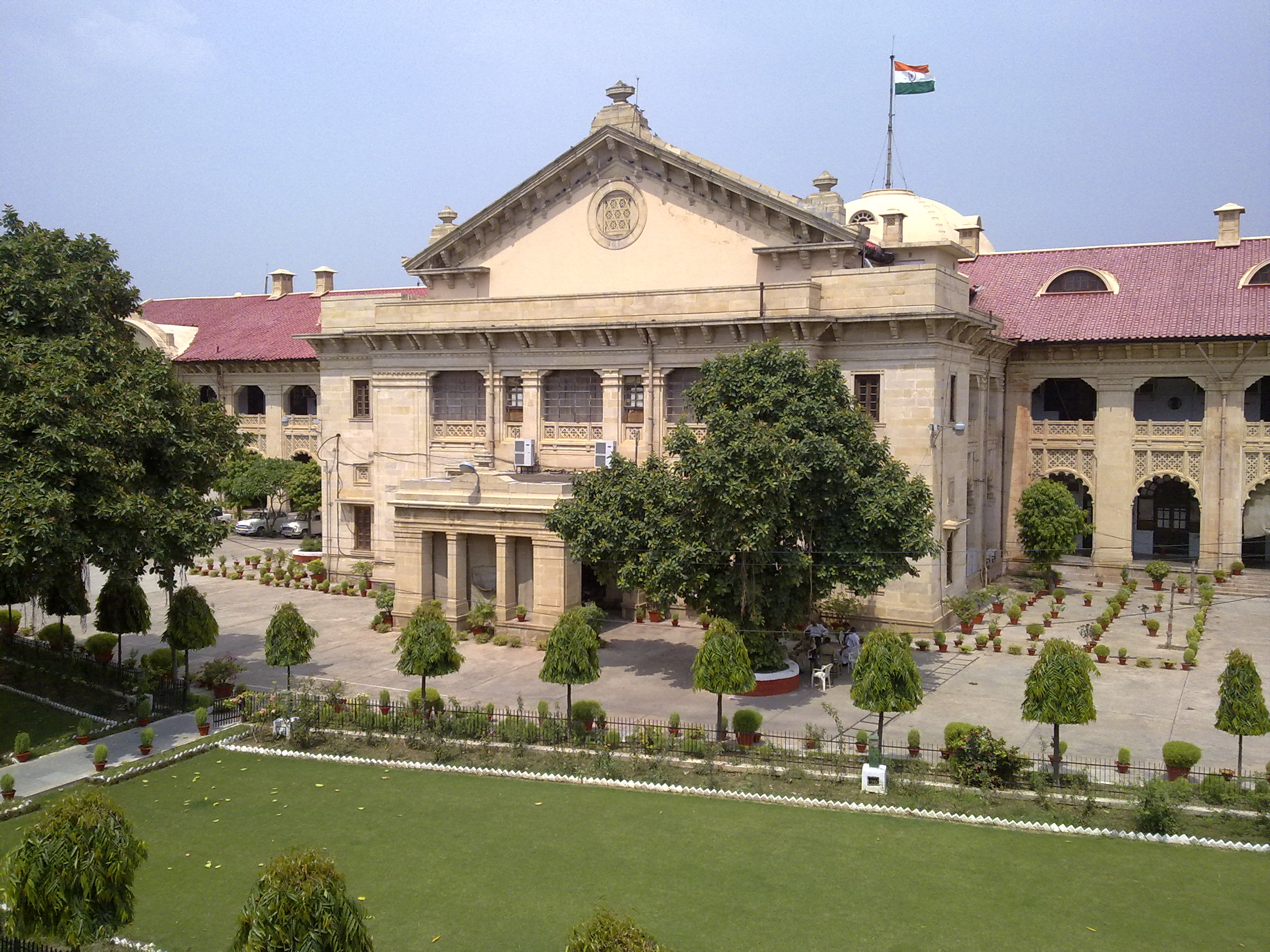